# Rhindoma rosapicella
Rhindoma rosapicella är en fjärilsart som beskrevs av August Busck 1922. Rhindoma rosapicella ingår i släktet Rhindoma och familjen plattmalar. Inga underarter finns listade i Catalogue of Life.